# 난부 겐조
난부 겐조(일본어: 南部 健造, 1992년 8월 22일 ~ )는 일본의 축구 선수이다.

## 구단 경력
과거 카탈레 도야마에서 활동하였다.